# Lijst van gotische gebouwen in Drenthe
Dit is een (onvolledige) lijst van de gebouwen die in de gotische stijl zijn gebouwd in de Nederlandse provincie Drenthe. 
Vaak zijn de gebouwen niet volledig in gotische stijl gebouwd, in dat geval worden enkel de gegevens van het gotische gedeelte gegeven.
| Naam                       | Functie        | Start bouw (jaar)                              | Voltooid (jaar)                | Stijl  | Huidige staat                        | Oorspronkelijke hoogte (m) | Huidige hoogte (m) | Lengte (m) | Breedte (m) | Stad         | Straat         | Afbeelding |
| -------------------------- | -------------- | ---------------------------------------------- | ------------------------------ | ------ | ------------------------------------ | -------------------------- | ------------------ | ---------- | ----------- | ------------ | -------------- | ---------- |
| Nederlands Hervormde kerk  | Kerk           | 15e eeuw                                       | 15e eeuw                       | Gotiek | Gerestaureerd                        | ?                          | ?                  | ?          | ?           | Blijdenstein | Blijdenstein 3 |            |
| Hervormde kerk             | Kerk           | 14e eeuw                                       | 14e eeuw                       | Gotiek | Gerestaureerd                        | ?                          | ?                  | ?          | ?           | Eelde        | Hoofdweg 74    |            |
| Hervormde Kerk             | Kerk           | ?                                              | 1471                           | Gotiek | Gerestaureerd                        | ?                          | ?                  | ?          | ?           | Kolderveen   | Kolderveen 47  |            |
| Mariakerk                  | Kerk en toren  | 1422                                           | 1518                           | Gotiek | Gerestaureerd                        | ?                          | ?                  | ?          | ?           | Meppel       | Hoofdstraat 52 |            |
| Hervormde kerk             | Kerk           | ?                                              | 1477                           | Gotiek | Gerestaureerd                        | ?                          | ?                  | ?          | ?           | Nijeveen     | Dorpsstraat 58 |            |
| Jacobuskerk                | Kerk           | 15e eeuw                                       | 15e eeuw                       | Gotiek | Gerestaureerd                        | ?                          | ?                  | ?          | ?           | Rolde        | Kerkbrink 5    |            |
| Mariakerk                  | Schip en toren | 15e eeuw                                       | 15e- eeuw                      | Gotiek | Gerestaureerd Kapel en koor gesloopt | ?                          | ?                  | ?          | ?           | Ruinen       | Brink 11       |            |
| Hervormde kerk             | Kerk           | waarsch. late 14e eeuw (koor) 1420-'50 (schip) | ca. 1500 (verb. koor)          | Gotiek | Gerestaureerd                        | ?                          | ?                  | ?          | ?           | Sleen        | Brink 7        |            |
| Hervormde- of Stefanuskerk | Kerk           | Basis toren: 13e eeuw                          | Toren en schip: begin 15e eeuw | Gotiek | Gerestaureerd                        | ?                          | ?                  | ?          | ?           | Westerbork   | Hoofdstraat 12 |            |
| Hervormde kerk             | Kerk           | 13e eeuw                                       | 15e eeuw                       | Gotiek | Gerestaureerd                        | ?                          | ?                  | ?          | ?           | Zuidlaren    | Kerkbrink 3    |            |